# Olympische Sommerspiele 1996/Teilnehmer (Äquatorialguinea)
| Gelbes Symbol für Goldmedaillen mit stilisierten Olympischen Ringen | Graues Symbol für Silbermedaillen mit stilisierten Olympischen Ringen | Braundes Symbol für Bronzemedaillen mit stilisierten Olympischen Ringen |
| ------------------------------------------------------------------- | --------------------------------------------------------------------- | ----------------------------------------------------------------------- |
| —                                                                   | —                                                                     | —                                                                       |

Äquatorialguinea nahm bei den Olympischen Sommerspielen 1996 in der US-amerikanischen Metropole Atlanta mit fünf Sportlern, vier Männern und einer Frau, in fünf Wettbewerben in einer Sportart teil.
Seit 1984 war es die vierte Teilnahme des afrikanischen Staats bei Olympischen Sommerspielen.

## Flaggenträger
Der Leichtathlet Gustavo Envela trug die Flagge Äquatorialguineas während der Eröffnungsfeier am 19. Juli 1996 im Centennial Olympic Stadium.

## Medaillen
Die fünf Sportlerinnen und Sportler konnten keine Medaillen gewinnen. Sie alle haben sich über ihre Vorläufe nicht für die jeweiligen Zwischenläufe qualifizieren können.

## Teilnehmer nach Sportarten

### Leichtathletik
Laufen und Gehen
| Athleten                                                        | Wettbewerb | Vorlauf | Vorlauf | Viertelfinale | Viertelfinale | Halbfinale    | Halbfinale    | Finale        | Finale        | Rang |
| Athleten                                                        | Wettbewerb | Zeit    | Rang    | Zeit          | Rang          | Zeit          | Rang          | Zeit          | Rang          | Rang |
| --------------------------------------------------------------- | ---------- | ------- | ------- | ------------- | ------------- | ------------- | ------------- | ------------- | ------------- | ---- |
| Frauen                                                          |            |         |         |               |               |               |               |               |               |      |
| Juliana Obiong                                                  | 100 m      | 13,88 s | 9       | ausgeschieden | ausgeschieden | ausgeschieden | ausgeschieden | ausgeschieden | ausgeschieden | 55   |
| Männer                                                          |            |         |         |               |               |               |               |               |               |      |
| Bonifacio Edu                                                   | 100 m      | 11,87 s | 9       | ausgeschieden | ausgeschieden | ausgeschieden | ausgeschieden | ausgeschieden | ausgeschieden | 104  |
| Gustavo Envela                                                  | 200 m      | 22,09 s | 8       | ausgeschieden | ausgeschieden | ausgeschieden | ausgeschieden | ausgeschieden | ausgeschieden | 75   |
| Casimiro Asumu Nze                                              | 400 m      | 50,14 s | 7       | ausgeschieden | ausgeschieden | ausgeschieden | ausgeschieden | ausgeschieden | ausgeschieden | 56   |
| Ponciano Mbomio Casimiro Asumu Nze Bonifacio Edu Gustavo Envela | 4 × 100 m  | 45,63 s | 5       | —             | —             | ausgeschieden | ausgeschieden | ausgeschieden | ausgeschieden | 32   |